# Kanshō
Kanshō (japanska: 寛正?, Kanshō), 1 februari 1460–14 mars 1466, var en period i den japanska tideräkningen under kejsarna Go-Hanazonos och Go-Tsuchimikados regeringar. Shogun var Ashikaga Yoshimasa.
Namnet på perioden hämtades från ett Konfuciuscitat.
År kanshō 5 lämnade kejsare Go-Hanazono över tronen till sin son, något som varit ovanligt i Japan (de flesta kejsare har suttit på sin post till dess de avlidit).

## Fotnoter
1. ↑  Uppslagsverket Daijirin (大辞林), elektronisk utgåva, Sanseido 2006. Datum enligt den japanska månkalendern som inte helt överensstämmer med den västerländska.
2. ↑  Citatet på klassisk kinesiska: 外寛而内正